# オスミリジウム
オスミリジウム（osmiridium）とは、オスミウムとイリジウムを主成分とした合金として天然に産出する鉱物である。

## 性状・性質
オスミリジウムは、オスミウムとイリジウムが主成分だが、通常は他の白金族元素も微量に含む。なお、オスミリジウムはイリジウムを50 %含んでおり、その中でもイリドスミウム（iridosmium）もしくは、イリドスミン（iridosmine）と呼ばれる物は、イリジウムを70 %含んでいる。
オスミリジウムを合金として見た時に、純粋なオスミウムや純粋なイリジウムの場合よりも、硬度が高い。その上に、白金族元素としての腐食され難さも備えている。なお、白金族元素の中でオスミウムだけは、空気中の酸素とでも容易に反応して、四酸化オスミウムという動物に毒性の有る気体が発生するわけだが、オスミリジウムの状態では、このオスミウムの性質も鳴りを潜める。このため、オスミリジウムは、その硬度を活かして万年筆のペン先の材料として用いられてきた。

## 産出
オスミリジウムは非常に珍しい合金だが、白金族元素の鉱山から稀に発見される。オスミリジウムを非常に多く産出する鉱山の1つが、タスマニア島のティエンナの近くのペダー湖に有り、この場所は、オスミリジウムの主要な産地の1つであった。第二次世界大戦の間はメイディナからの鉄道を使って、鉱石を船に積み込んで輸送していたものの、その後放棄され、1989年現在では鉱山の敷地は元の藪に戻っている。この場所のオスミリジウムは、浅い場所に有る沖積層の中から発見されて回収されていた。日本列島では主に、北海道の雨竜川上流部の鷹泊と言う場所で、砂白金として産出していた。

## 単離
オスミリジウムは王水に溶解しない。したがって、砂白金などに王水を加えて他の白金族元素を溶解させる方法で、オスミリジウムを単離できる。小さく、非常に硬く、平らな六方晶系の結晶構造を有する粒子である。